# Galerie Henze & Ketterer

Logo der Kunstgalerie

Die Galerie Henze & Ketterer in Wichtrach/Bern ist eine Kunstgalerie für moderne und zeitgenössische Kunst, die Kunstwerke der Klassischen Moderne, des Deutschen Expressionismus, insbesondere der Künstlergruppe Brücke, der deutschen Abstraktion sowie zeitgenössischer Künstler vertritt.

## Geschichte

### Campione d’Italia
In Campione d’Italia gründeten 1970 Ingeborg Henze-Ketterer und Wolfgang Henze die Galleria Henze. Diese spezialisierte sich auf Druckgrafik des deutschen Expressionismus, der Deutschen Abstraktion der 1950er Jahre und von lebenden Künstlern. In enger Zusammenarbeit mit der ebenfalls in der italienischen Exklave vom Vater, beziehungsweise Schwiegervater, geleiteten Galerie Roman Norbert Ketterer zeigte diese Ausstellungen und veröffentlichte Kataloge mit Kunstwerken der vertretenen Künstler. Gemeinsam wurden auch die Urheberrechte von Ernst Ludwig Kirchner verwaltet und ein Archiv zu den Werken des Künstlers geführt.

### Wichtrach bei Bern
Diese Tätigkeit wird seit 1993, erweitert, in Wichtrach fortgesetzt. Hierfür wurde die in der Rechtsform einer Aktiengesellschaft organisierte «Galerie Henze & Ketterer AG» gegründet. In Wichtrach werden ebenfalls Ausstellungen zu den vertretenen Künstlern ausgerichtet, begleitet von umfangreichen Angebotskatalogen. Das Galerie-Gebäude umfasst eine Ausstellungsfläche von etwa 600 Quadratmeter auf drei Stockwerken, wo meistens drei verschiedene Ausstellungen gezeigt werden. Weitere Ausstellungen können in dem von Annette Gigon und Mike Guyer, die Architekten des Kirchner Museum Davos, entworfenen Kunst-Depots gezeigt werden, das sich direkt zwischen dem Galerie-Gebäude und der Hauptstrasse befindet. Die Galerie nimmt regelmässig an internationalen Kunstmessen teil, wie der Art Cologne, der The European Fine Art Fair (TEFAF) in Maastricht und der Art Karlsruhe und führt mehrere Künstler-Archive, insbesondere das des Deutschen Expressionisten und Brücke-Künstlers Ernst Ludwig Kirchner.
Ab 2005 wurden in der von Alexandra Henze Triebold und Marc Triebold geleiteten Zweigstelle, Galerie Henze & Ketterer & Triebold Riehen, ebenfalls Ausstellungen zu den vertretenen Künstlern und Künstlergruppen ausgerichtet. Diese entstand durch die Fusion der seit 1986 in Basel, später Rheinfelden, tätigen Galerie Triebold und der Galerie Henze & Ketterer Wichtrach/Bern. 2022 ist Marc Triebold aus der Galerie ausgeschieden. Bis 2024 leitete Alexandra Henze die Zweigstelle Galerie Henze & Ketterer Riehen/Basel.

## Programm und Ausstellungen
Expressionismus, insbesondere "Brücke": George Grosz, Erich Heckel, Ernst Ludwig Kirchner, Otto Mueller, Emil Nolde, Max Pechstein, Christian Rohlfs, Karl Schmidt-Rottluff und Georg Tappert.
20er Jahre: Karl Hofer.
Emigration nach Italien nach 1933: Eduard Bargheer und Max Peiffer Watenphul.
Abstraktion nach 1945: Francis Bott, Theo Eble, Günther Gumpert, Karl Hartung, Bernard Schultze, Theodor Werner und Fritz Winter.
Neue Figuration nach 1960: Georg Baselitz, Darío Basso, Jürgen Brodwolf, Alfonso Hüppi, Kubach-Wilmsen, Paolo Serra und Daniel Spoerri.
Zu diesen Künstlern und deren Umfeld werden an beiden Standorten, Galerie Henze & Ketterer Wichtrach/Bern und Galerie Henze & Ketterer & Triebold Riehen/Basel regelmässig Ausstellungen gezeigt. So zeigte die Galerie in Wichtrach 2011 die Ausstellung Opera al nero mit Werken von Giovanni Manfredini.

## Ernst-Ludwig-Kirchner-Archiv
Seit 1954 war Roman Norbert Ketterer Nachlassverwalter von Ernst Ludwig Kirchner. Es ergab sich in Zusammenhang mit dieser Tätigkeit eine erste Archivierung des Werkes des Künstlers. Ab 1980 wurde diese systematisch weitergeführt, zuerst in der Galleria Henze in Campione, später in der Galerie Henze & Ketterer Wichtrach/Bern, wo heute noch jede erscheinende Information zu Ernst Ludwig Kirchner und seinem Werk gesammelt, katalogisiert und archiviert wird. Teil des Archives ist auch die komplette Literatur vom und zum Künstler und seinem Werk. Aufgabe des Archives ist darüber hinaus die Klärung von Echtheitsfragen. Wolfgang Henze ist der Leiter des Ernst Ludwig Kirchner Archivs.

## Ernst-Ludwig-Kirchner-Nachlass
Nachlassverwalter von Ernst Ludwig Kirchner sind, seit dem Tod von Roman Norbert Ketterer im Jahre 2002, seine Tochter Ingeborg Henze-Ketterer und sein Sohn Günther Ketterer.